# Mistrzostwa Andory w piłce nożnej mężczyzn
Mistrzostwa Andory w piłce nożnej (kat. Campionat d’Andorra de futbol) – rozgrywki piłkarskie, prowadzone cyklicznie - corocznie lub co sezonowo (na przełomie dwóch lat kalendarzowych) - mające na celu wyłonienie najlepszej męskiej drużyny w Andorze.

## Historia
Mistrzostwa Andory w piłce nożnej rozgrywane są od 1994 roku. Obecnie rozgrywki odbywają się w wielopoziomowych ligach: Primera Divisió i Segona Divisió.
15 października 1942 powstał pierwszy andorski klub piłkarski FC Andorra, potem następne. Andorskie kluby występowały w niższych ligach Mistrzostw Hiszpanii. Po założeniu andorskiej federacji piłkarskiej – FAF w 1994 roku, rozpoczął się proces zorganizowania pierwszych oficjalnych Mistrzostw Andory w sezonie 1994/95. Wcześniej od 1970 kluby walczyli w lidze amatorskiej bez konkretnej struktury i organizatora.
W sezonie 1994/95 po raz pierwszy wystartowały rozgrywki w Lliga andorrana de futbol.
Rozgrywki zawodowej Primera Divisió zainaugurowano w sezonie 1999/2000.

## Mistrzowie i pozostali medaliści
| Sezon   | K | K | T  | Mistrz                         | Wicemistrz           | III miejsce          | Br. | Król strzelców                                                    | Uwagi                |
| 1994/95 |   |   | 1  | FC Santa Coloma                |                      |                      | ?   | ?                                                                 | amatorskie rozgrywki |
| 1995/96 |   |   | 1  | FC Encamp                      | Principat Andora     | FC Santa Coloma      | ?   | ?                                                                 | 10 klubów            |
| 1996/97 |   |   | 1  | Principat Andora               | Veterans Andora      | FC Encamp            | 25  | Patricio González (Principat Andora)                              | 12 klubów            |
| 1997/98 |   |   | 2  | Principat Andora               | FC Santa Coloma      | FC Encamp            | 36  | Rafael Sánchez (FC Santa Coloma)                                  | 11 klubów            |
| 1998/99 |   |   | 3  | Principat Andora               | FC Santa Coloma      | FC Encamp            | ?   | ?                                                                 | 12 klubów            |
| 1999/00 |   |   | 1  | Constel·lació Esportiva Andora | FC Santa Coloma      | Inter Les Escaldes   | ?   | ?                                                                 | 7 klubów             |
| 2000/01 |   |   | 2  | FC Santa Coloma                | UE Sant Julià        | Inter Les Escaldes   | ?   | ?                                                                 | 7 klubów             |
| 2001/02 |   |   | 2  | FC Encamp                      | UE Sant Julià        | FC Santa Coloma      | ?   | ?                                                                 | 8 klubów             |
| 2002/03 |   |   | 3  | FC Santa Coloma                | FC Encamp            | UE Sant Julià        | ?   | ?                                                                 | 9 klubów             |
| 2003/04 |   |   | 4  | FC Santa Coloma                | UE Sant Julià        | Rànger’s Andora      | 16  | Jorge Filipe Sa Silva (UE Sant Julià)                             | 8 klubów             |
| 2004/05 |   |   | 1  | UE Sant Julià                  | Rànger’s Andora      | FC Santa Coloma      | ?   | ?                                                                 | 8 klubów             |
| 2005/06 |   |   | 1  | Rànger’s Andora                | UE Sant Julià        | FC Santa Coloma      | ?   | ?                                                                 | 8 klubów             |
| 2006/07 |   |   | 2  | Rànger’s Andora                | FC Santa Coloma      | UE Sant Julià        | 14  | Norberto Urbani (Rànger’s Andora), Joan Toscano (FC Santa Coloma) | 8 klubów             |
| 2007/08 |   |   | 5  | FC Santa Coloma                | UE Sant Julià        | Rànger’s Andora      | ?   | ?                                                                 | 8 klubów             |
| 2008/09 |   |   | 2  | UE Sant Julià                  | FC Santa Coloma      | Principat Andora     | 22  | Norberto Urbani (Rànger’s Andora)                                 | 8 klubów             |
| 2009/10 |   |   | 6  | FC Santa Coloma                | UE Santa Coloma      | UE Sant Julià        | 19  | Gabi Riera (UE Sant Julià)                                        | 8 klubów             |
| 2010/11 |   |   | 7  | FC Santa Coloma                | UE Sant Julià        | Lusitanos Andora     | 16  | Victor Bernat (FC Santa Coloma)                                   | 8 klubów             |
| 2011/12 |   |   | 1  | Lusitanos Andora               | FC Santa Coloma      | UE Santa Coloma      | 14  | Victor Bernat (FC Santa Coloma)                                   | 8 klubów             |
| 2012/13 |   |   | 2  | Lusitanos Andora               | FC Santa Coloma      | UE Santa Coloma      | 17  | Bruninho (Lusitanos Andora)                                       | 8 klubów             |
| 2013/14 |   |   | 8  | FC Santa Coloma                | UE Santa Coloma      | UE Sant Julià        | 13  | Luis Miguel dos Reis (Lusitanos Andora)                           | 8 klubów             |
| 2014/15 |   |   | 9  | FC Santa Coloma                | Lusitanos Andora     | UE Santa Coloma      | 22  | Cristian Martínez (FC Santa Coloma)                               | 8 klubów             |
| 2015/16 |   |   | 10 | FC Santa Coloma                | Lusitanos Andora     | UE Sant Julià        | 12  | Victor Bernat (FC Santa Coloma)                                   | 8 klubów             |
| 2016/17 |   |   | 11 | FC Santa Coloma                | UE Sant Julià        | UE Santa Coloma      | 17  | Victor Bernat (FC Santa Coloma)                                   | 8 klubów             |
| 2017/18 |   |   | 12 | FC Santa Coloma                | UE Engordany         | UE Sant Julià        | 14  | Chus Sosa (FC Santa Coloma)                                       | 8 klubów             |
| 2018/19 |   |   | 13 | FC Santa Coloma                | UE Sant Julià        | Inter Les Escaldes   | 10  | Nicolás Medina (Lusitanos)                                        | 8 klubów; 2 rundy    |
| 2019/20 |   |   | 1  | Inter Les Escaldes             | FC Santa Coloma      | UE Engordany         | 16  | Genís Soldevila (Inter Les Escaldes)                              | 8 klubów; 2 rundy    |
| 2020/21 |   |   | 2  | Inter Les Escaldes             | UE Sant Julià        | FC Santa Coloma      | 11  | Guillaume Lopez (Engordany)                                       | 8 klubów; 2 rundy    |
| 2021/22 |   |   | 3  | Inter Les Escaldes             | UE Santa Coloma      | UE Sant Julià        | 18  | Guillaume Lopez (FC Santa Coloma)                                 | 8 klubów; 2 rundy    |
| 2022/23 |   |   | 1  | Atlètic Les Escaldes           | Inter Les Escaldes   | FC Santa Coloma      | 15  | Guillaume Lopez (Atlètic)                                         | 8 klubów; 2 rundy    |
| 2023/24 |   |   | 1  | UE Santa Coloma                | Inter Les Escaldes   | Atlètic Les Escaldes | 20  | Guillaume Lopez (Atlètic)                                         | 10 klubów            |
| 2024/25 |   |   | 4  | Inter Les Escaldes             | Atlètic Les Escaldes | FC Santa Coloma      |     |                                                                   | 10 klubów            |

## Statystyka

### Klasyfikacja według klubów
W dotychczasowej historii Mistrzostw Andory na podium oficjalnie stawało w sumie 12 drużyn. Liderem klasyfikacji jest FC Santa Coloma, który zdobył 13 tytułów mistrzowskich.
Stan po zakończeniu sezonu 2024/2025.
| Lp. | Klub                           | Miejsca na podium | Miejsca na podium | Miejsca na podium | Zwycięskie sezony                  |   |   | |
| --- | ------------------------------ | ----------------- | ----------------- | ----------------- | ---------------------------------- | - | - | --- |
| Lp. | Klub                           | 1.                | FC Santa Coloma   | 13                | Zwycięskie sezony                  | 8 | 7 | 1994/95, 2000/01, 2002/03, 2003/04, 2007/08, 2009/10, 2010/11, 2013/14, 2014/15, 2015/16, 2016/17, 2017/18, 2018/19 |
| 2.  | Inter Les Escaldes             | 4                 | 2                 | 3                 | 2019/20, 2020/21, 2021/22, 2024/25 |   |   | |
| 3.  | Principat Andora               | 3                 | 1                 | 1                 | 1996/97, 1997/98, 1998/99          |   |   | |
| 4.  | UE Sant Julià                  | 2                 | 9                 | 7                 | 2004/05, 2008/09                   |   |   | |
| 5.  | Lusitanos Andora               | 2                 | 2                 | 1                 | 2011/12, 2012/13                   |   |   | |
| 6.  | FC Encamp                      | 2                 | 1                 | 3                 | 1995/96, 2001/02                   |   |   | |
| 7.  | Rànger’s Andora                | 2                 | 1                 | 2                 | 2005/06, 2006/07                   |   |   | |
| 8.  | UE Santa Coloma                | 1                 | 3                 | 4                 | 2023/24                            |   |   | |
| 9.  | Atlètic Les Escaldes           | 1                 | 1                 | 1                 | 2022/2023                          |   |   | |
| 10. | Constel·lació Esportiva Andora | 1                 | 0                 | 0                 | 1999/2000                          |   |   | |
| 11. | UE Engordany                   | 0                 | 1                 | 1                 |                                    |   |   | |
| 12. | Veterans Andora                | 0                 | 1                 | 0                 |                                    |   |   | |

### Klasyfikacja według miast
Siedziby klubów: Stan po zakończeniu sezonu 2023/2024.
| Miasto              | Liczba tytułów | Kluby                                                                            |
| ------------------- | -------------- | -------------------------------------------------------------------------------- |
| Santa Coloma        | 14             | FC Santa Coloma (13), UE Santa Coloma (1)                                        |
| Andora              | 8              | CE Principat (3), FC Rànger’s (2), FC Lusitanos (2), Constel·lació Esportiva (1) |
| Les Escaldes        | 5              | Inter Les Escaldes (4), Atlètic Les Escaldes (1)                                 |
| Sant Julià de Lòria | 2              | UE Sant Julià (2)                                                                |
| Encamp              | 2              | FC Encamp (2)                                                                    |

## Uczestnicy
Są 31 zespołów, które wzięli udział w 30 sezonach Mistrzostw Andory, które były prowadzone od 1995/96 aż do sezonu 2024/25 łącznie. Tylko FC Santa Coloma był zawsze obecny w każdej edycji.
Pogrubione zespoły biorące udział w sezonie 2024/25.
- 30 razy: FC Santa Coloma
- 28 razy: Inter d’Escaldes, UE Sant Julià
- 20 razy: FC Encamp
- 19 razy: FC Lusitanos, CE Principat
- 17 razy: UE Santa Coloma
- 15 razy: UE Engordany
- 10 razy: FC Ordino, FC Rànger’s
- 9 razy: Atlètic d’Escaldes
- 8 razy: Sporting d’Escaldes
- 6 razy: Penya Encarnada
- 5 razy: Deportivo La Massana
- 4 razy: CE Carroi
- 3 razy:  UE Extremenya, Gimnastic Valira
- 2 razy: FC Aldosa, FC Andorra, CF Esperança d’Andorra, CE Benito, FC Casa Benfica, Constel·lació Esportiva, FC Engolasters, FC Pas de la Casa, Spordany Juvenil
- 1 raz: CF Atlètic Amèrica, Construccions Emprim, CE Jenlai, FS La Massana, UE Les Bons.